# Маєр Готорн
Маєр Готорн (англ. Mayer Hawthorne), справжнє ім'я Ендрю Маєр Коен (англ. Andrew Mayer Cohen) — американський співак.

## Біографія
Ендрю Маєр Коен народився та виріс в місті Анн-Арбор, штат Мічиган, США, на вулиці Готорн-роуд, від якої й запозичив частину творчого псевдоніму. Він захоплювався детройтським хіп-хопом і сам працював як ді-джей та бітмейкер. Його першими гуртами були місцеві Athletic Mic League та Now On, де він розпочав кар'єру у кінці 1990-х років. В середині 2000-х він з партнерами переїхав до Лос-Анджелесу де почав випускати власні пісні в стилі соул. Його демозаписи вразили діджея Peanut Butter Wolf і той допоміг Коену видати його пісні на власному лейблі Stones Throw. 2008 року вийшов сингл «Peanut Butter Wolf», а за ним кавер-версія пісні New Holidays 1969 року «Maybe So Maybe No».
Починаючи з 2009 року Маєр Готорн видав шість студійних альбомів, які посідали високі місця в Billboard 200 та R&B/хіп-хоп-чартах США. Слідом за A Strange Arrangement (2009), Коен підписав контракт з великим лейблом Universal Republic, на якому 2011 року вийшла платівка How Do You Do, а 2013 року — третій альбом Where Does This Door Go, який, серед іншого, отримав номінацію на «Греммі». Після цього Коєн брав участь у двох сайд-проєктах, дуетах Jaded Incorporated та Tuxedo. Повернувшись до сольної творчості, 2016 року Коен видав свій четвертий альбом Man About Town, 2020 року — п'ятий альбом Rare Changes, а 2023 року — шосту платівку For All Time.

## Дискографія
- 2009 — A Strange Arrangement
- 2011 — How Do You Do
- 2013 — Where Does This Door Go
- 2016 — Man About Town
- 2020 — Rare Changes
- 2023 — For All Time[4]